# Battaglia delle isole Shetland
La battaglia delle isole Shetland, anche detta azione al largo di Lerwick, si svolse il 17 ottobre 1917 nelle acque antistanti l'arcipelago delle isole Shetland, nell'ambito dei più vasti eventi del teatro del Mare del Nord della prima guerra mondiale: una formazione navale della Kaiserliche Marine tedesca intercettò un convoglio navale salpato dall'Inghilterra e in rotta per la Norvegia, affondando nel corso di un breve combattimenti due cacciatorpediniere della Royal Navy britannica e nove dei dodici mercantili che componevano il convoglio.

## Antefatti
Nonostante l'inizio delle ostilità, il Regno Unito aveva mantenuto i suoi rapporti commerciali con le nazioni della Scandinavia e in particolare con la Norvegia che, benché neutrale, dimostrava forti simpatie per il campo degli Alleati: i rifornimenti di carbone dal Regno Unito erano di vitale importanza per mantenere operativa la vasta flotta mercantile norvegese, e di converso i britannici importavano dalla Norvegia legname, pesce e minerali. I mercantili in viaggio tra Norvegia e Inghilterra divennero di conseguenza un importante obiettivo per la Kaiserliche Marine tedesca: se la grande flotta di superficie della Germania (Hochseeflotte) vedeva spesso frustrati i suoi tentativi di sortita nel Mare del Nord dal pronto intervento della Grand Fleet britannica, nettamente superiore in numero, i sommergibili tedeschi (U-boot) avevano maggiori possibilità di sfuggire alla caccia delle unità della Royal Navy e di portare attacchi ai lenti mercantili.
Le pesanti perdite spinsero i britannici a varare un sistema di convogli navali sulle rotte più insidiate dai tedeschi, facendo navigare i mercantili in formazioni compatte scortate da unità da guerra: nel luglio 1916 il sistema dei convogli fu adottato sulla rotta tra Harwich in Inghilterra e Hoek van Holland nei Paesi Bassi, mentre nell'aprile 1917 presero il via con regolarità i convogli diretti in Norvegia. Riuniti in formazione, i mercantili procedevano sotto scorta di cacciatorpediniere e pescherecci armati alla volta di Lerwick nelle isole Shetland, da dove poi proseguivano lungo la ben sorvegliata costa orientale dell'Inghilterra oppure verso le acque norvegesi; la rotta era molto a nord rispetto alle basi tedesche, e le pattuglie di incrociatori della Royal Navy intente a mantenere il blocco navale della Germania fornivano un'ulteriore protezione a distanza ai convogli. In caso di bisogno, il nucleo centrale della Grand Fleet poteva essere fatto velocemente affluire dalle basi di Scapa Flow e Rosyth per parare eventuali sortite in forze della Hochseeflotte.
Il sistema dei convogli fece ben presto calare notevolmente le vittime degli U-boot tedeschi, in seria difficoltà contro le veloci unità di scorta poste a protezione dei mercantili. Come reazione, sul finire del 1917 il comandante della marina tedesca ammiraglio Reinhard Scheer progettò un rapido raid contro i convogli sulla rotta norvegese tramite l'impiego di unità di superficie: oltre che per causare danni, l'azione doveva spingere i britannici a richiamare le loro unità di scorta dall'oceano Atlantico, dove si stavano concentrando gli attacchi degli U-boote. Per l'azione furono selezionati i due incrociatori leggeri della classe Brummer, moderne unità dotate di lunga autonomia e capaci di forti velocità, la cui somiglianza con le similari unità britanniche della classe Arethusa poteva consentire loro di svicolare tra le pattuglie della Royal Navy.

## La battaglia

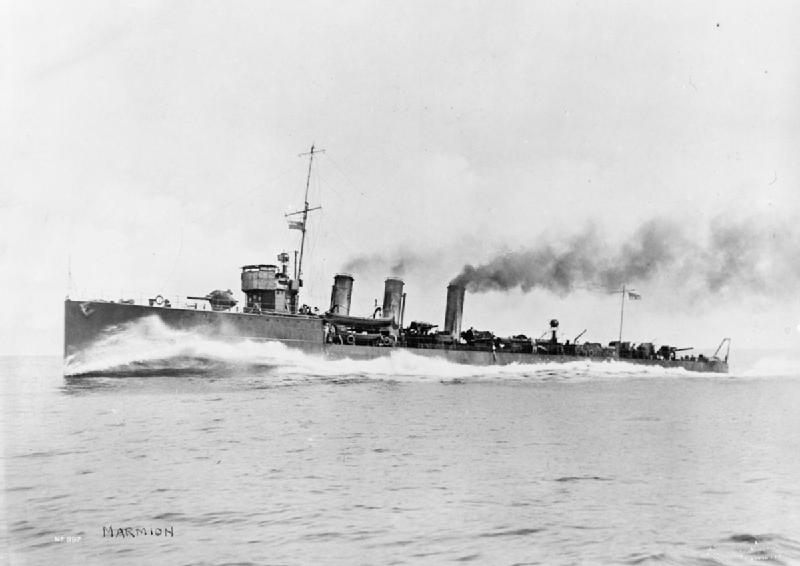
Un cacciatorpediniere britannico della classe Admiralty M, la stessa a cui apparteneva il Mary Rose

Al comando del capitano di fregata Max Leonardi, gli incrociatori SMS Brummer e SMS Bremse salparono quindi il 16 ottobre 1917 alla volta di Lerwick, seguendo le segnalazioni degli U-boot che indicavano la partenza dalle coste britanniche di un grosso convoglio diretto in Norvegia carico di carbone; la partenza dei due incrociatori fu segnalata all'Ammiragliato britannico dai crittoanalisti della Room 40, da tempo capaci di intercettare e decodificare le comunicazioni radio della marina tedesca, ma a parte inviare alcuni squadroni di incrociatori a pattugliare il Mare del Nord non fu presa alcuna particolare precauzione per aumentare la sorveglianza sulle rotte dei convogli: i classe Brummer erano unità destinate principalmente alla posa di mine navali e si riteneva alquanto improbabile che potessero spingersi fino alle coste delle isole Shetland; la stessa Room 40, del resto, non era messa al corrente dei movimenti dei convogli navali e non poteva di conseguenza prevedere che l'obiettivo dei tedeschi potesse essere uno di questi.
Salpato da Marsden nel pomeriggio del 16 ottobre, il convoglio diretto in Norvegia si componeva di dodici mercantili: cinque norvegesi (Habil, Dagbjørg, Silja, Sørhaug e Kristine), due britannici (Benclugh e City of York), due danesi (Margrethe e Stella), due svedesi (Visbur e H. Wicander) e uno belga (Lonionier); la scorta era affidata al cacciatorpediniere HMS Mary Rose del capitano di corvetta Charles Fox e a due pescherecci armati (Elise e P. Fannon) cui più tardi si unì un ulteriore cacciatorpediniere, lo HMS Strongbow. Verso le 06:00 del 17 ottobre, nella posizione 60° 6' N, 1° 6' E a circa 65 miglia a est di Lerwick, lo Strongbow, che navigava di poppa al convoglio circa sei-otto miglia dietro il Mary Rose, individuò le due unità tedesche a una distanza di circa 3 700 metri nell'incerta luce dell'alba: l'unità britannica scambiò le navi tedesche per incrociatori della Royal Navy, e non diede alcun allarme.
Serrate le distanze a 2 700 metri, il Brummer aprì improvvisamente il fuoco sullo Strongbow con i suoi cannoni da 150 mm: il cacciatorpediniere cercò di lanciare un messaggio radio di allarme, ma la comunicazione fu efficacemente disturbata dagli operatori radio tedeschi. Nel giro di poco tempo il fuoco del Brummer immobilizzò lo Strongbow e gli causò gravissimi danni: molti membri dell'equipaggio rimasero uccisi ma il capitano dell'unità, tenente comandante Edward Brooke, benché ferito a una gamba continuò a comandare la nave ormai in affondamento, dando disposizioni perché il materiale riservato e i libri dei codici fossero distrutti; lo Strongbow fu infine abbandonato dai superstiti e affondò intorno alle 09:30, dopo tre separati attacchi da parte degli incrociatori tedeschi. Le unità di Leonardi diressero quindi il tiro sui mercantili, colpendo in rapida successione quattro unità; supponendo che il convoglio fosse caduto in un attacco di sommergibili, il comandante Fox fece invertire la rotta al Mary Rose e si diresse sul luogo dello scontro, ritrovandosi ben presto a fronteggiare entrambi gli incrociatori tedeschi: dopo un momento di esitazione, Fox diresse la sua unità incontro al nemico a forte velocità, aprendo il fuoco con i suoi cannoni da 100 mm.
La decisione di Fox di lanciarsi all'attacco contro un nemico superiore, lasciando indifeso il convoglio, fu poi criticata dalla commissione d'inchiesta riunitasi per indagare sullo scontro: alla distanza di 1 800 metri, le artiglierie tedesche ridussero ben presto il Mary Rose a un relitto fumante il quale affondò nel giro di pochi minuti, portando con sé gran parte dell'equipaggio tra cui il suo comandante. Gli incrociatori tedeschi diressero il tiro contro i restanti mercantili, affondandone in breve tempo altri cinque prima di rompere il contatto e di ritirarsi; furono affondati tutti i mercantili appartenenti alle nazioni scandinave, tutte neutrali, e questo fu fonte di recriminazioni tra tedeschi e britannici, in particolare per il fatto che non fu dato tempo agli equipaggi di evacuare le unità (fatto giustificato dai tedeschi con la necessità di impedire ai mercantili di inviare richieste di aiuto via radio). I britannici avanzarono anche l'accusa che i tedeschi avessero aperto il fuoco sui naufraghi dei due cacciatorpediniere, circostanza negata fermamente dai tedeschi. Condotti i tre mercantili superstiti al sicuro, il peschereccio armato Elise ritornò sul luogo dello scontro per prestare assistenza ai naufraghi, traendo in salvo anche i 45 superstiti dello Strongbow tra cui il comandante Brooke; guidati dal sottotenente Freeman, i soli dieci superstiti del Mary Rose raggiunsero con uno zatterino di salvataggio la costa norvegese vicino a Bergen, dove furono soccorsi dai guardiani di un faro. In totale, il tonnellaggio dei nove mercantili affondati ammontò a 10 428 tonnellate e le vittime degli affondamenti risultarono circa 250 uomini.

## Conseguenze
La notizia dell'attacco al convoglio raggiunse l'Ammiragliato britannico solo alle 15:50 del 17 ottobre, troppo in ritardo perché le unità della Royal Navy potessero tentare di intercettare i due incrociatori tedeschi che quindi rientrarono in porto senza aver riportato alcun danno. Il successo della scorreria del 17 ottobre fu replicato il 12 dicembre seguente, quando quattro cacciatorpediniere tedeschi intercettarono un convoglio diretto in Norvegia affondando un cacciatorpediniere britannico e cinque mercantili per complessive 8 180 tonnellate; l'ammiraglio Scheer tentò di replicare questi successi organizzando una sortita su vasta scala nell'aprile 1918 dell'intera Hochseefotte, ma questa volta non ottenne alcun successo. Più avanti nel conflitto fu approntato un piano per un'ambiziosa sortita dei due Brummer, i quali, accompagnati da una petroliera per il rifornimento di carburante, dovevano forzare il blocco britannico del Mare del Nord e raggiungere le acque dell'Atlantico attorno alle Azzorre, una zona irraggiungibile per gli U-boot; il piano fu poi abbandonato stante la difficoltà a rifornire le navi in mare aperto, e i due incrociatori parteciparono poi all'autoaffondamento della flotta tedesca a Scapa Flow il 19 giugno 1919.